# Новоивановка (Русско-Полянский район)
Новоивановка — деревня в Русско-Полянском районе Омской области России. Входит в состав Солнечного сельского поселения.

## География
Деревня находится юго-восточной части Омской области, в степной зоне, в пределах Ишимской равнины, на расстоянии примерно 3 километров (по прямой) к западу-северо-западу (WNW) от посёлка городского типа Русская Поляна, административного центра района. Абсолютная высота — 127 метров над уровнем моря.

### Часовой пояс
Деревня Новоивановка, как и вся Омская область, находится в часовой зоне МСК+3. Смещение применяемого времени относительно UTC составляет +6:00.

## Население
| 2010 |
| ---- |
| 6    |

Половой состав
По данным Всероссийской переписи населения 2010 года в гендерной структуре населения мужчины составляли 83,3 %, женщины — соответственно 17,6 %.
Национальный состав
Согласно результатам переписи 2002 года, в национальной структуре населения русские составляли 75 % из 8 чел..